# Władysław Grabski
Władysław Dominik Grabski (1874-1938) va ser un polític polonès, primer ministre del seu país en 2 ocasions: 1920, i entre el 1923 i el 1925. Ell va proposar la reforma monetària de la Segona República Polonesa. El seu germà Stanisław Grabski era també economista i polític.
Grabski va néixer en Borovo (part de Gmina Bielawy), llavors pertanyent a l'Imperi Rus. Va estudiar Ciències Polítiques a París i història en la Universitat de Sorbonne.